# Nisa (mitologia)

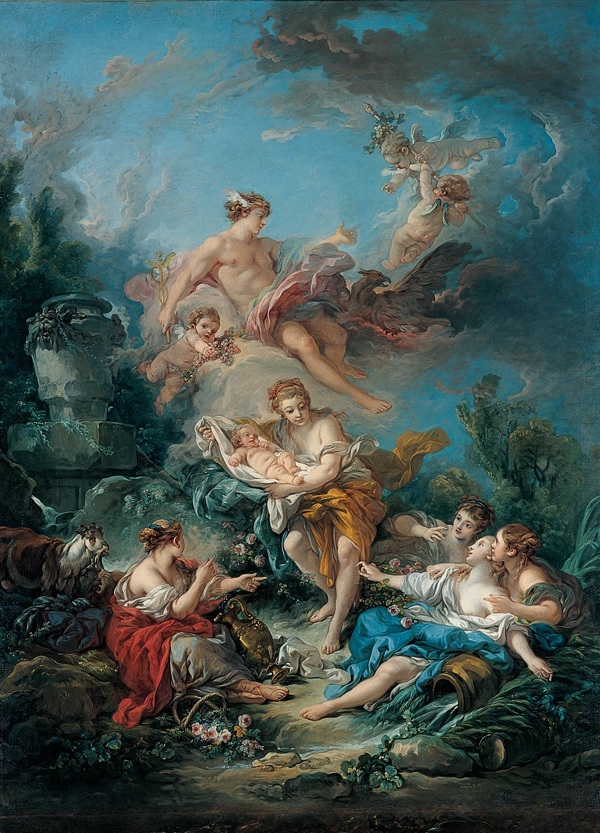
Mercuri (Hermes) confiant Bacus (Dionís) a les nimfes de Nisa. Pintura de 1769 de François Boucher. Museu d'Art Kimbell

Nisa (en llatí: Nȳsa, ae, en grec antic: Νῦσα, ης) és el nom de la nimfa que va tenir cura de Dionís a la cova de la muntanya mítica homònima de Nisa, amb les seves germanes Ciseida, Èrato, Èrife, Dròmia i Polímnia. Segons diu Diodor de Sicília, a la seva Biblioteca històrica, era filla d'Aristeu.
Zeus, volent protegir al seu fill Dionís, concebut amb Sèmele, de la ira de la deessa Hera, el va posar al càrrec d'Hermes qui, al seu torn, el va confiar a les nimfes Nisíades, que tenien llar a la Muntanya de Nisa. D'aquesta regió incerta també provenia Silè, que així mayeix va protegir Dionís, i en va ser el seu preceptor i, més tard, un lleial company.
En alguns relats, les Nisíades o nimfes de la muntanya de Nisa, es confonen amb les Híades, o bé s'utilitza el terme (igual que també passa amb les denominacions Atlàntides o Dodònides) col·lectivament per a les Plèiades i les Híades, com a tutores del déu Dionís. Els Himnes homèrics fan referència a aquestes nimfes. en el que està dedicat precisament a Dionís. Nonnos de Panòpolis diu que Nisa era la companya d'armes de Dionís quan va viatjar a l'Índia.
Es pensa que moltes de les ciutats que porten el nom de Nisa són en el seu honor. Flavi Arrià diu que Dionís va posar el nom de Nisa a una ciutat a l'Índia després d'obtenir una gran victòria. També es va posar el seu nom a un asteroide: el (44) Nisa.
Segons Gai Juli Higí, Dionís va demanar a Medea que Nisa i les seves germanes fossin rejovenides, i així va ser. Més tard, el déu Zeus va transformar les nimfes en estels, com a agraïment, formant-ne una constel·lació.